# 무간도 III: 종극무간
《무간도 III: 종극무간》(중국어: 無間道III：終極無間, 영어: Infernal Affairs III)는 2003년 개봉한 홍콩의 범죄 액션 영화이다. 이 영화는 《무간도》 영화 시리즈의 세 번째이자 마지막 작품이며, 첫 번째 영화의 사건 전후의 사건들을 교차시키기 때문에 원작의 속편이자 반전편이다. 새로운 출연자 리밍과 천다오밍이 합류하면서, 유덕화, 양조위, 진혜림, 황추생, 증지위, 두문택이 그들의 역할을 다시 맡았다.
《무간도 III》는 긍정적인 평가를 받았고, 450만 달러의 수익을 올렸으며, 7개의 홍콩 영화 금상장 후보에 올랐다.
이 영화의 두 컷은 DVD로 제공되는데, 둘 다 홍콩 극장에서 개봉된 107분 버전과 감독들의 컷인 118분 버전이다.

## 줄거리
2001년, 서로 엇갈린 운명의 두 남자가 있었다! 경찰 내부에 침투한 조직 스파이 유건명(유덕화 扮), 그리고 범죄조직 삼합회의 소탕을 위해 침투한 경찰 스파이 진영인(양조위 扮). 서로 엇갈린 운명을 살아가는 이들은 날이 갈수록 자신의 정체성에 혼란을 느낀다. 삼합회에 점점 깊숙이 개입될수록 극심한 정신적 고통에 시달리던 진영인은 정신과 상담의 닥터 리(진혜림 扮)를 만나게 되면서 마음의 상처를 조금씩 덜어나간다. 삼합회에 위장 잠입한지 10년... 삼합회의 보스 한침(증지위 扮)의 확실한 신임을 얻기 위해 진영인은 심등(진도명 扮)을 제거하기 위한 미끼가 되기로 결심 하는데... 2002년 12월, 운명은 점차 비극을 향해 내닫는다. 한편, 경찰에 잠입한 10년동안 유건명은 가장 뛰어난 강력반 요원으로 자리를 잡아나가고, 점점 완전한 경찰이 되어가면서 조직에서 완전히 손을 빼고 싶어한다. 삼합회 보스의 범죄를 캐내는 대대적인 작전 중 서로의 존재를 눈치채게 된 유건명과 진영인. 숨막히는 추격끝에 둘은 서로에게 총을 겨누지만, 진영인은 결국 또다른 조직스파이에 의해 비극적인 죽음을 맞이하게 되는데… 2004년, 마침내 모습을 드러내는 운명의 결말. 과연 진실은 무엇인가? 진영인의 죽음 이후 한직으로 경찰 내부 조사의 대상이 된 유건명. 힘겨운 시간을 보내던 유건명은 경찰 내부 최고의 엘리트인 보안부 반장 양금영(여명 扮)을 보며 자신의 지난 전성기를 떠올린다. 하지만 어느 순간 유건명은 양금영에게 수상한 기운을 느끼고 비밀리에 자체 조사를 시작하게 된다. 양금영에 대한 조사를 시작한 지 얼마 되지 않아 유건명은, 삼합회에 맞서는 또다른 범죄조직의 보스 심등과 양금영이 얽혀 있는 놀라운 비밀들을 마주하게 되는데...

## 캐스팅
- 유덕화 - 유건명
- 양조위 - 진영인
- 여명 - 양금영
- 진도명 - 심등
- 황추생 - 황지성 국장
- 증지위 - 한침
- 두문택 - 아강
- 진관희 - 청년 유건명
- 여문락 - 청년 진영인
- 유가령 - 메리
- 진혜림 - 이심아 의사
- 임가동 - 임국평

## 한국판 성우진(KBS)
- 홍시호 - 유건명(유덕화)
- 김일 - 진영인(양조위)
- 이봉준 - 황지성 국장(황추생)
- 김소형 - 한침(증지위)
- 구자형 - 양금영(여명)
- 이호인 - 심등(진도명)
- 온영삼 - 양 총경(윤지강)
- 김준 - 진 반장(오정엽)
- 이원준 - 아강(두문택)
- 임진응 - 임국평(임가동)
- 김지혜 - 이심아(진혜림)
- 김래환 - 심량(황지충)
- 장호비 - 진준(이자웅)
- 홍진욱 - 로널드(방호현)
- 김혜미 - 아휘(오혜응)

## 반응
홍콩 박스오피스에서 30,225,661 홍콩 달러(《무간도 II》보다 500만 홍콩 달러 이상)의 수익을 올리긴 했지만, 《무간도 III》는 전작에 비해 그다지 성공적이지 못하다.

## 같이 보기
- 홍콩 영화